# Boubou cravate
Pour plus de détails, voir Fiche technique et Distribution.
Boubou cravate est un film du réalisateur camerounais Daniel Kamwa sorti en 1972. Ce court métrage de 29 minutes est une réflexion sur le problème de l'aliénation culturelle inspirée d'une nouvelle de Francis Bebey. Boubou cravate est la première œuvre cinématographique de Daniel Kamwa,.

## Synopsis
Un jeune diplomate africain est de retour dans son pays après un séjour en Europe. Il est victime des moqueries espiègles de son domestique qui le considère comme l'un de ces Européens à peau noire dénué d'authenticité et déchiré entre deux cultures. Le boy décide d’œuvrer personnellement à une "réafricanisation" de son maître,.

## Fiche technique
- Titre : Boubou cravate
- Réalisation : Daniel Kamwa
- Scénario : Francis Bebey - Daniel Kamwa
- Musique : Francis Bebey
- Cinématographie : R. Chateau
- Pays d'origine :   Cameroun
- Durée : 29 minutes
- Date de sortie : 1972

## Distribution
- Marpessa Dawn
- Françoise Petit
- James Campbell
- Max Amyl
- Daniel Kamwa